# 卡爾普西
49°35′55″N 34°19′6″E / 49.59861°N 34.31833°E
卡爾普西（烏克蘭語：Карпусі），是烏克蘭的村落，位於該國中部波爾塔瓦州，由波爾塔瓦區負責管轄，處於波盧濟爾亞河畔，分別距離阿巴濟夫卡0.5公里和科斯托奇基2.5公里，海拔高度99米，2001年人口73。